# Хімсульська (печера)
Печера Хімсульська розташована в  Абхазії,  Гудаутському районі, на  Бзибському хребті.
Протяжність 150 м, проективна довжина 30 м, глибина 120 м, площа 170 м², об'єм 630 м³, висота входу близько 2200 м.

## Складнощі проходження печери
Категорія складності 2А.

## Опис печери
Починається колодязем діаметром 3 м, який через кілька метрів звужується і переходить в камін шириною близько 1,5 м, На глибині −60 м камін призводить до зали, дно якої вкрите великим осипом. Із залу починається колодязь діаметром 1,5-2 м завглибшки 25 м. Колодязь виводить до перемички, з якої починаються колодязі глибиною 13 і 26 м. На дні 26-метрового колодязя осип, що круто йде в непрохідну щілину.
Закладена в нижньокрейдових вапняках.

## Історія дослідження
Відкрита і досліджена в 1972 р. експедицією томських спелеологів (кер. В. Д. Чуйков).